# Carex brevior
Espèce
Classification phylogénétique
Carex brevior est une espèce de plantes du genre Carex et de la famille des Cyperaceae.